# El Nacional (publicació digital)
El Nacional és un diari digital d'informació general, que neix a Barcelona el març de 2016. La seva línia editorial assumeix l'opció independentista i, en general, és favorable al catalanisme i l'avenç de l'autogovern de Catalunya.
Va ser promogut i fundat per José Antich, que és el seu editor i director, després que fos destituït com a director de La Vanguardia. El disseny del diari va ser desenvolupat per Mark Porter i Pablo Martín.
Els àmbits de cobertura preferent d'aquest diari són l'actualitat política, econòmica, social, cultural i esportiva, amb especial atenció a la dinàmica informativa de Catalunya. S'edita en català i en castellà, i alguns articles també s'editen en anglès. L'empresa editora és el Grup les Notícies de Catalunya.
Disposa d'edicions que tracten de forma exclusiva temes de premsa rosa (En Blau) des del primer dia; d'oci i cultura (Revers, creada el gener de 2021 i abans La Llança, creada el maig de 2017); una secció sobre successos (El Caso), creada el març del 2019; i una altra de gastronomia creada l'octubre del 2022 (La Gourmeteria) A més a més, José Antich ha llançat també el digital econòmic ON Economia que va aparèixer el novembre de 2022
Entre els seus col·laboradors habituals hi ha comentaristes de l'actualitat com Jordi Barbeta, Pilar Rahola, com Bernat Dedéu, Enric Vila, Agustí Colomines, Joan Queralt, Montserrat Nebrera, Elisa Beni, Montserrat Dameson, Pilar Velasco, Cristina Sánchez Miret i Marçal Sintes, entre d'altres.

## En Blau
En Blau és el portal web de premsa rosa del diari digital El Nacional que dirigeix el periodista de l'Alt Urgell José Antich i Valero. L'equip de redacció està coordinat pel periodista Marc Villanueva, i està format per Darío Porras i Jokin Buesa. Les seves àrees d'atenció preferent són els famosos, la televisió i la Casa Reial espanyola. El diari acumula diverses polèmiques per titulars considerats fora de lloc i de sensacionalisme de pescaclics.

## Lloc web oficial
- El Nacional - Lloc web oficial